# Karl Krumbacher
Karl Krumbacher (Kürnach im Allgäu, 23 settembre 1856 – Monaco di Baviera, 12 dicembre 1909) è stato un bizantinista e filologo classico tedesco.

## Biografia
Fece studi classici nelle università di Lipsia e Monaco di Baviera, interessandosi soprattutto alla letteratura bizantina. Professore dal 1892 di filologia bizantina all'università di Monaco, fu autore di importanti opere riguardanti la cultura dell'Impero Romano d'Oriente, fra cui nel 1891 la monumentale Geschichte der byzantinischen Literatur von Justinian bis zum Ende des oströmischen Reiches ("Storia della letteratura bizantina da Giustiniano alla caduta dell'impero romano d'oriente"), che ebbe molte edizioni. 
Nel 1892 fondò la rivista Byzantinische Zeitschrift ("Rivista Bizantina") che divenne l'organo di riferimento per gli studi su Bisanzio, e nel 1898 Byzantinisches Archiv, supplemento di Byzantinische Zeitschrift.

## Opere
- Griechische Reise: Blätter aus dem Tagebuche einer Reise in Griechenland und in der Türkei (1886)
- Geschichte der byzantinischen Litteratur von Justinian bis zum ende des oströmischen Reiches (1891)
- Ein Dithyrambus auf den Chronisten Theophanes (1896)
- Casia (1897)
- Michael Glykas: eine Skizze seiner Biographie und seiner litterarischen Thätigkeit nebst einem unedierten Gedichte und Briefe desselben (1894)
- Die griechische Litteratur des Mittelalters (trad. italiana e note bibliografiche di Salvatore Nicosia, Letteratura greca medievale, Palermo: Istituto siciliano di studi bizantini e neoellenici, 1970)
- Das Problem der neugriechischen Schriftsprache (1902)
- Die Akrostichis in der griechische Kirchenpoesie (1903)
- Die Photographie im Dienste der Geisteswissenschaften (1906)
- Populare Aufsdtze (1909)